# Антон Сандор Ла Вей
Антон Шандор Ла Вей (на английски: Anton Szandor LaVey) e основател, а до смъртта си и върховен жрец на Църквата на Сатаната. Автор е на книгата „Сатанинската библия“.

## Биография
Роден на 11 април 1930 г. с рожд. име Хауърд Стантън Лавей. Баща му е протестантски пастор. Петнадесет годишен става втори обоист на Балетния симфоничен оркестър на Сан Франциско. Отделно още от дете свирил на пиано. Той не завършва образованието си – напуска училище преди да завърши последната си година. Едновременно с това напуска и дома си и се присъединява към цирка „Клайд Бийти“ като чистач. Впоследствие в същия цирк той се издига до длъжността „асистент-дресьор“, помагайки на звероукротителя Бийти. Тъй като Ла Вей свирил добре, той бил и органист в същия цирк.
На 18-годишна възраст Ла Вей напуска цирка и се присъединява към карнавал, където заема длъжността „асистент на магьосник“. Там изучава хипноза и окултизъм.
Карнавалът напуска през 1951 г. Вече женен, той търси по-сигурни доходи, за да издържа семейството си. Учи за специалист по криминология в колеж в Сан Франциско и работи като фотограф за полицейско управление на Сан Франциско. Работата си на фотограф напуска след 3 години и се заема да води платени курсове по магия, гадаене, върколаци, вампири и други. Това му носи известност и при него започват да идват за обучение хора с пари от света на бизнеса. Виждайки финансова изгода, Ла Вей сформира първоначално незаконна организация, наречена „Магически кръг“.
Добрите му познания по философия и митология му позволявали да печели добре от тях. И той решава да легализира печалбите си, като за целта през 1966 г. през т.нар Валпургиева нощ, създава Църквата на Сатаната, а по-късно урежда административната страна и в крайна сметка църквата му става официално призната в САЩ. За членство в нея се плащала определена сума.